# Athysanella laeta
Athysanella laeta är en insektsart som beskrevs av Ball och Beamer 1940. Athysanella laeta ingår i släktet Athysanella och familjen dvärgstritar. Inga underarter finns listade i Catalogue of Life.